# Веселовский сельский совет (Харьковский район)
Весёловский сельский совет (укр. Веселівська сільська рада, Харківська область, Харківський район) — административная единица и орган местного самоуправления на территории Харьковского района Харьковской области Украины.

## Общие сведения
Административный центр сельского совета находится в селе Весёлое. Почтовый адрес: 62420, Харьковская обл., Харьковский р-н, с. Веселое, ул. Харазия, 4
- Территория совета: 89,94 км²
- Населения совета: 1657 человек (по состоянию на 2001 год)
- По территории совета протекает река Муром.

### История
Сельский совет образован В 1920 году.
В октябре 1941 года оккупирован фашистской Германией.
В середине мая 1942 частично освобождён; через несколько дней, в мае 1942, опять оккупирован.
В 9-11 августа 1943 освобождён в ходе Харьковско-Белгородской операции РККА «Полководец Румянцев».

## Населённые пункты совета
- Весёлое
- Зелёное
- Малое Весёлое
- Нескучное

## Состав совета
Совет состоит из 18 депутатов и головы.
- Председатель совета: Слабченко Алексей Николаевич[2][3]
- Секретарь совета: Семенюк Тамара Александровна